# Les Pirates de la Floride
Les Pirates de la Floride (titre original : The Barefoot Mailman) est un film américain réalisé par Earl McEvoy, sorti en 1951.

## Synopsis
En 1895, Sylvanus Hurley, un escroc, tente d'augmenter le prix de vente d'un terrain qu'il possède en convainquant les habitants de Miami qu'un chemin de fer arrive en ville. De son côté, Steven Pierton facteur, qui conduit Sylvanus le long de la plage de Palm Beach, est sceptique quant à ce plan.

## Fiche technique
- Titre : Les Pirates de la Floride
- Titre original : The Barefoot Mailman
- Réalisation : Earl McEvoy
- Scénario : Théodore Pratt, James Gunn, Alfred Lewis Levitt, Francis Swann
- Musique : George Duning
- Directeur de la photographie : Ellis W. Carter
- Montage : Aaron Stell
- Producteur : Robert Cohn
- Société de production : Robert Cohn Productions
- Société de distribution : Columbia Pictures
- Pays de production :  États-Unis
- Langue d'origine : anglais américain
- Format : couleur (Supercinecolor) — pellicule : 35 mm — image : 1,37:1 — son : mono (Western Electric Recording)
- Genre : aventure, comédie
- Durée : 83 min
- Dates de sortie : 
  - États-Unis : 3 décembre 1951
  - France : 27 février 1953
- Affiche : Boris Grinsson (France)

## Distribution
- Robert Cummings : Sylvanus Hurley
- Terry Moore : Adie Titus
- Jerome Courtland : Steven Pierton
- John Russell : Theron
- Will Geer : Dan Paget
- Arthur Shields : Ben Titus
- Trevor Bardette : Oat McCarty
- Arthur Space : Piggot